# L'important és estimar
L'important és estimar (títol original en francès: L'important c'est d'aimer) és una pel·lícula del director de cinema polonès Andrzej Żuławski, estrenada el 1975. És una coproducció franco-italo-alemanya amb entre altres Romy Schneider, Fabio Testi i Jacques Dutronc en els papers principals; Klaus Kinski, Claude Dauphin i Roger Blin hi tenen igualment papers essencials. Ha estat doblada i subtitulada al català.

## Argument
Un fotògraf, Servais, coneix una actriu que, per subsistir, roda pel·lícules pornogràfiques. Trobada important, però encara no prou per a fer néixer entre ells un vincle verdader. Nadine té, d'altra banda, un afecte profund pel seu marit, Jacques, simpàtic pallasso trist que viu en un món interior, la fantasia del qual amaga malament l'angoixa.
Per a ajudar la jove, Servais li prepara una peça en què li fa tenir secretament el paper principal i, per a obtenir-ne els diners, els manlleva a Mazelli, un cantant que ja d'abans li fa fer fotos molt especials. Però la peça és un fracàs. Nadine, que ha entès entretant la raó del seu compromís, s'ofereix a Servais, que la rebutja. Jacques intenta reaccionar contra la desesperació que el mina, però tement que l'amor de Nadine no sigui més que pietat, se suïcida.
Aquesta mort sembla separar Nadine i Servais. Cansat, però, Servais es nega des d'aleshores a sotmetre's a les exigències degradants de Mazelli.
La història és treta de la novel·la La nit americana de Christopher Frank (cap relació amb la pel·lícula homònima de François Truffaut).

## Repartiment
- Romy Schneider: Nadine Chevalier
- Fabio Testi: Servais Mont
- Jacques Dutronc: Jacques Chevalier
- Claude Dauphin: Mazelli
- Roger Blin: El pare de Servais
- Gabrielle Doulcet: Sra. Mazelli
- Michel Robin: Raymond Lapade
- Guy Mairesse: Laurent Messala
- Katia Tchenko: Myriam, la puta
- Nicoletta Machiavelli: Luce, la dona de Lapade
- Klaus Kinski: Karl-Heinz Zimmer
- Paul Bisciglia: L'ajudant del regidor
- Sylvain Lévignac: el primer home a la brasseria
- Olga Valéry: La dona del consolador
- Jacques Boudet: Robert Beninge
- Robert Dadiès: El metge a l'hospital / Un actor en el teatre
- Georges-Frédéric Dehlen: Un actor en el teatre
- Jacques Jourdan: Victor
- Claude Legros: Manuel Rosenthal
- Kira Potonie: La dona de Messala
- Michel Such: L'electricista
- Jacques Van Dooren: Verdurin
- Nadia Vasil: La directora
- Sin May Zao: La vietnamita
- Gérard Zimmermann: Léonard
- Frédérique Barral: Una noia a la brasseria (No surt als crèdits)
- Claudine Beccarie: La noia a l'orgia (No surt als crèdits)
- Michel Berreur: el segon home a la brasseria (No surt als crèdits)
- Guy Delorme: Un guardaespatlles de Mazelli (No surt als crèdits)
- Jerry Di Giacomo: L'anglès travesti (No surt als crèdits)

## Al voltant de la pel·lícula
La pel·lícula s'estrena quan Romy Schneider és en la cimera de la seva glòria: cinc anys després de La piscina i quatre després Les Choses de la vie, l'actriu té un enorme èxit, tant de públic com de crítica, amb la pel·lícula d'Andrzej Żuławski, que li val un César a la millor actriu el 1976.
A més del César guanyat per Romy Schneider, la pel·lícula va ser igualment nominada en altres dues categories: César al millor muntatge (per a Christiane Lack) i César al millor decorat (per a Jean-Pierre Kohut-Svelko).
Aquesta pel·lícula va donar a conèixer el cantant i comediant francès Jacques Dutronc, que hi fa el seu primer paper tràgic. Dutronc confessa que va tenir una relació amb Romy Schneider el temps del rodatge.
Amb aquesta pel·lícula Klaus Kinski obre també una nova fase franco-europea de la seva carrera.
La tempesta  era el títol inicial d'aquest film.

## Censura
| «                                                                               | El distribuïdor de l'època va demanar tallar una part de l'escena del suïcidi de Jacques Dutronc, cosa que podia comprendre. Però va cometre un crim tallant una de les escenes més boniques de Romy, i és per això que el final de la pel·lícula em semblarà sempre abrupte. Després de la mort del seu marit, ella va a veure els pares de Jacques, gent extremadament modesta que viu als afores. Intenta explicar-se, excusar-se. La rebutgen completament. Quan surt del petit pavelló, el germà de Jacques, una mica retardat, li llança una pedra al clatell. Es toca el coll i, amb les mans tacades de sang, s'allunya sense dir res cap al tren. És una escena que va interpretar de manera tan commovedora que encara avui n'estic trastornat. El distribuïdor va demanar tallar aquesta escena. Vaig passar una de les nits més tristes de la meva vida: l'havia d'enviar a pastar fang o bé acceptar que m'amputessin un dit. Finalment, considerant la meva experiència del comunisme, on amics escenògrafs havien estat internats en hospitals psiquiàtrics per a sortir-ne vegetals, em vaig dir que amputar aquesta pel·lícula que em semblava interessant era un sacrifici que podia consentir. | » |
| — Dossier de premsa de la pel·lícula quan es va reestrenar el 8 d'agost de 2012 | |   |

## Premis i nominacions[calcitació]
premis
- César a la millor actriu per Romy Schneider

nominacions
- César al millor muntatge per Christiane Lack
- César al millor decorat per Jean-Pierre Kohut-Svelko